# Sirieyx de Villers
Pour les articles homonymes, voir de Villers.
Sirieyx de Villers née Marie Émilie Devillers le 2 décembre 1867 à Clermont (Oise) et morte le 25 octobre 1948 à Paris, 17e arrondissement  est une femme de lettres et poétesse française.

## Famille
Son père Marie Émile Stéphane Adolphe Devillers, alors lieutenant de gendarmerie à Clermont, est né à Strasbourg (Bas-Rhin) le 4 mai 1831. Il terminera sa carrière au grade de chef d'escadron après avoir été nommé chevalier de la Légion d'honneur le 5 février 1878.
Sa mère Joséphine Siriex est née à Moulins (Allier) le 8 décembre 1844 d'une famille originaire de Corrèze et de Saône-et-Loire. Celle-ci meurt en janvier 1871 à Moulins alors qu'Émilie a 3 ans. Son père ne se remariera pas.

## Œuvres
- Adonis, 1909
- Les Ames de la mer, 1911

Prix Jules-Favre de l’Académie française
- La Faillite du surhomme et la psychologie de Nietzsche, 1920
- L'Art Antique en douze Promenades, 1920

Prix Charles Blanc de l’Académie française en 1923
- Le Devoir de grâce en amour (avec Aurélie de Faucamberge Mortier), 1923
- Lucie Delarue-Mardrus : Biographie critique, 1923
- Les Grands mystiques de la peinture : Giotto, L'Angelico, Rembrandt, Burne Jones et Puvis de Chavannes, 1924
- La Solitaire ardente, 1925
- L'Encerclée, 1931
- Le Peintre Landais Jean Roger Sourgen, 1931
- Détour en Pays basque (avec Fernand Lot) 1931
- Les Templiers de Penmarc'h, 1936

Prix Montyon de l’Académie française en 1938
- L'Art musical depuis la plus haute antiquité jusqu'à l'ère chrétienne, 12 conférences

### Sources
- Catalogue Opale - BNF